# Ceaplînka, Petrîkivka
Ceaplînka (în ucraineană Чаплинка) este localitatea de reședință a comunei Ceaplînka din raionul Petrîkivka, regiunea Dnipropetrovsk, Ucraina.

## Demografie
Componența lingvistică a localității Ceaplînka
     Ucraineană (95,05%)
     Rusă (4,4%)
     Alte limbi (0,35%)
Conform recensământului din 2001, majoritatea populației localității Ceaplînka era vorbitoare de ucraineană (95,05%), existând în minoritate și vorbitori de rusă (4,4%).